# Vipera pontica
Vipera pontica е вид змия от семейство Отровници (Viperidae). Видът е застрашен от изчезване.

## Разпространение и местообитание
Разпространен е в Турция.
Обитава скалисти райони, гористи местности, планини, възвишения и склонове.